# 안네의 일기
《안네의 일기》( - 日記, 네덜란드어: Het Achterhuis, 영어: The Diary of a Young Girl, The Diary of Anne Frank)는 네덜란드 유대인 소녀 안네 프랑크가 국외 탈출에 실패한 아버지의 결단으로 2년간 은신 생활을 하면서 남긴 일기이며, 일기장에서 '키티'(네덜란드어: Lieve Kitty)라고 부르며 친구에게 말하듯이 써내려간 독특한 양식이 특징이다.

## 내용
일부 내용은 은신 생활에 들어가기 전의 내용(독일과 네덜란드에서의 성장 과정)을 담고 있지만, 대다수 내용은 은신생활을 주제로 하고 있다. 1942년 6월 12일부터 1944년 8월 1일까지 썼고, 네덜란드어 판은 1947년 아버지 오토 프랑크의 일부 원고 편집에 의해서 출간되었다. 1995년 한국어판으로 무삭제 원고가 완역되어, 문학사상사에서 출판되었다. 1944년 8월 4일 독일 비밀경찰 게슈타포가 안네의 가족이 살던 곳을 급습하여 일행이 모두 붙잡혔고 그 뒤 안네는 다음해 3월 수용소에서 16살의 나이로 장티푸스에 걸려 죽고 말았다.

## 출판 역사
안네 프랑크가 쓴 일기에는 두 가지 버전이 존재한다. 안네는 크리스마스 선물로 받은 일기장과 두 공책에 첫 번째 버전의 일기(version A)를 작성했다. 안네는 1944년 라디오에서 전쟁 기간을 기록에 남기기 위해 전쟁 중의 일기를 모을 것이라는 소식을 듣고 일기를 재작성했다(version B). 버전 B는 철 되지 않은 종이에 작성되어 있고 버전 A에서 몇몇 부분이 추가되거나 생략된 형태이다.
안네의 일기는 안네의 아버지 오토 프랭크가 스위스에 있는 자신의 친구들과 친척들을 위해 독일어로 처음 필사됐다. 이들은 안네의 아버지가 일기를 출판하라고 설득시켰다. 그는 버전A, 버전B와 함께 안네의 에세이들을 발췌하고 출판을 위한 첫 번째 원고를 재출했다. 이 원고에는 원작자의 운명을 설명하는 에필로그가 포함되어 있다. 1946년 봄에는 이 원고가 두 역사학자 얀 로마인인 박사와 그의 아내 아니 로마인페어슈어의 관심을 끌게 된다. 이후 안네 로마인이 출판사를 찾기 위해 노력했지만 실패하고 로마인 박사가 H하트 파룰에 이 일기에 관한 글을 기고 했다. 이 글을 본 출판중개인은 출판 심사를 위해 오토 프랑크에게 일기의 네덜란드어 원본을 달라고 부탁한다. 출판사는 결국 일기를 출판하기로 했지만 오토 프랭크에게 안네의 성(sexuality)에 대한 솔직한 언급은 특정 보수적 가치관을 가진 사람들에게 불쾌감을 줄 수 있다고 조언하고 약간의 내용 삭제를 제안한다. 추가로 초반 부분 또한 삭제되었다. 일기(버전A+버전B)는 "Het Achterhuis. Dagbrieven van 14 juni 1942 tot 1 augustus 1944(비밀의 별관. 1942년 6월 14일부터 1944년 8월 1일까지의 일기 편지)이라는 이름으로 출판된다. 오토 프랭크는 나중에 안네가 지금 이곳에 있었다면 안네는 매우 자랑스러워 할 것이라고 말한다. 책은 잘 팔렸다. 첫 번 째 에디션은 3000부가 팔려 매진되고 1950년에 여섯 번 째 에디션이 출간된다.
1986년에는 무삭제판이 출간된다. 총 714 쪽이고 세 권에 나누어 출판이 되었다.
한국에서 안네의 일기는 범우사에서 사루비아 문고 시리즈로 출판했다.

## 진위 여부
안네는 작가를 지망하고 있었으며 자신이 적은 일기도 퇴고해서 새로 적고 있었다. 그 때문에 일기에는 오리지널 일기와 자신이 정서한 개정판 원고의 두 가지가 있다. 이 원고들은 어느쪽이건 완전한 책의 형태가 아니기 때문에 사후에 출간된 책은 아버지 오토 프랑크가 양쪽을 상호 보완하는 형태로 편집해서 만든 것이다.
이 편집의 도중에 안네가 기술한 내용 중, 사춘기 소녀다운 성적 호기심이나 지루한 에피소드, 어머니에 대한 신랄한 비판과 제 3자들에 대한 비판은 일부 삭제나 정정이 있었다. 그런데 안네 프랑크가 유명해지면서, 홀로코스트 부인론자들은 안네의 일기가 허구이며 안네는 실존하지 않았거나 일기의 내용이 부친에 의해서 날조된 것이라는 주장이 제기되었다.
1958년 홀로코스트 부인론자들의 "안네가 실존했다면 안네를 체포한 인간을 찾아내라"는 주장에 대하여 나치 헌터로 유명한 지몬 비젠탈은 게슈타포 출신으로 네덜란드에서 SD 상사였던 카를 질베바우어를 1963년에 찾아내어 안네가 실존했음을 증명하는데 성공한다. 인터뷰에서 실베바우어는 그가 전시중에 SD에서 일했음을 시인했고 안네 프랑크의 사진을 보고 그가 체포한 사람들 중 하나였다고 인정했으며 체포한 유대인들에게서 압수한 물건을 담는 가방에서 안네의 일기장을 빼내는 것을 보았다고 한 그의 진술은 오토 프랑크의 진술과 합치했다.
이후에도 홀로코스트 부인론자들은 끈질기게 안네의 마지막 일기가 허구라는 주장을 계속했으며 1970년대에 영국의 유명한 홀로코스트 부인론자 데이비드 어윙은 일기가 가짜라고 주장했고 1976년에 일기가 허위라는 팜플렛을 프랑크푸르트에서 배포하던 네오나치주의자 에른스트 뢰머와 에드거 가이스가 체포되었을 때 일기의 진위 여부에 대한 논쟁은 최고조에 달했다. 이 재판중에 오토 프랑크의 의뢰를 받은 역사가 팀이 원본을 정밀 조사하여 일기가 진짜라는 결론을 내렸지만 1978년 뢰머와 가이스가 상소하면서 독일 내무성 소속 범죄조사국(Bundes kriminalamt ; BKA)은 원본의 종이와 잉크에 대한 과학 분석을 실시해서 "일기를 적을 때 사용한 잉크는 전시중의 것이지만 나중에 기입된 정정사항들은 흑, 녹, 청 볼펜으로 기록된 것이다"라는 취지의 보고서를 제출했다. BKA는 이에 관련된 상세한 내용을 발표하지 않았지만 일기의 진위를 의심하는 사람들은 볼펜은 1950년대에나 널리 사용되었기 때문에 이것이야말로 일기가 허위라는 결정적인 증거라고 받아들였다.
1986년 일기의 원본을 보관하고 있는 네덜란드의 전시자료 연구소는 보다 상세한 과학적 조사를 진행하기 위해 BKA에게 볼펜으로 기술된 부분을 지적할 것을 요구했으나 BKA는 그 부분을 지적할 수가 없었다. 추후의 조사를 통해서 볼펜으로 기입된 종이 두 장을 발견했으며 1987년 함부르크의 심리학자로 필적 감정 전문가인 한스 오클먼은 그의 어머니인 도로시 오클먼이 미나 베커와 공동으로 일기를 조사했을 때 그 볼펜의 텍스트를 기입했음을 밝혀내어 일기의 진위에 대한 의문점은 해결되었다. 2003년에 출간된 수정판 일기에서는 논란이 된 두 장의 종이의 사진을 게재하고 있다.

## 문학에서의 언급
소설가 가람 이병주는 역사소설 《그를 버린 여인》에서 박정희 군사독재정권의 권위주의와 폭력을 비판하는 소재로 《안네의 일기》와 나치 독일의 유대인 학살을 인용했다.

## 같이 보기
- 안네 프랑크